# اگر بمانم (فیلم)
اگر بمانم (انگلیسی: If I Stay) یک فیلم درام رمانتیک محصول کشور ایالات متحده با کارگردانی آر جی کاتلر و برپایه رمانی با همین نام به نویسندگی گیل فورمن است.
از بازیگران این فیلم می‌توان به کلویی گریس مورتز، میری اینوس، جیمی بلکلی، جاشوا لئونارد، استیسی کیچ و ایشا هیندز اشاره مکرد. این فیلم در ۲۲اوت ۲۰۱۴ با فروش جهانی ۷۸٫۹میلیون دلار اکران شد.

## داستان
میا هال (کلویی گریس مورتز) و خانواده‌اش در حال آماده شدن برای کارهای روزانه خود هستند که رادیو اعلام می‌کند امروز مدارس تعطیل است. پدر میا، دنی (جاشوا لئونارد)، معلم است و بخاطر این روز برفی، مجبور نیست سرکار برود. مادر میا، کت (میری اینوس)، مأمور مسافرتی است و تصمیم می‌گیرد مرخصی گرفته و با خانواده به دیدن والدینش در مزرعه برود. از طرفی میا با یک ستاره راک به نام آدام ویلد (جیمی بلکلی) قرار می‌گذارد.
داستان به کودکی میا برمی گردد، روزی که او تصمیم گرفت به نواختن ویولن سل بپردازد.
سال‌ها بعد، میای نوجوان در گروه مدرسه در حال نواختن است که آدام او را می‌بیند و محبتشان به هم آغاز می‌شود.
داستان به زمان حال بازمی‌گردد که خانواده در راه سفر به مزرعه، با کامیون تصادف می‌کند. روح میا جسمش را روی زمین می‌بیند که مأمورین اورژانس در حال کمک به او و خانواده‌اش هستند.
دوباره داستان به عقب برمی گردد و میا به یکی از کنسرت‌های آدام می‌رود. به مرور گروه آدام معروف تر می‌شود و بخاطر برنامه‌های مسافرتیش، رابطه‌شان دچار مشکلاتی می‌شود. یک بار، پدربزرگ میا به او پیشنهاد می‌دهد به مدرسه جولیارد برود. میا با کمی تحقیق بالاخره بای آزمون ورودی می‌رود. وقتی این خبر را به آدام می‌دهد، او ناراحت می‌شود و برای برنامه‌ای طولانی مدت، او را ترک می‌کند.
در زمان حال، میا جراحی می‌شود. یک دکتر با پدربزرگ و مادربزرگ او صحبت می‌کند، درحالی‌که بنظر برادرش، تدی، در کماست. آدام به بیمارستان می‌آید اما اجازه دیدن میا را پیدا نمی‌کند. بعداً مشخص می‌شود که مادر میا درجا کشته شده و پدرش نیز در اتاق عمل دوام نیاورده است. تدی هم بر اثر ورم خونبی می‌میرد. پدربزرگ با میا صحبت می‌کند و می‌گوید پدرش از گروه موسیقی خود خارج شد تا میا زندگی و پدر بهتری داشته باشد. هم چنین با چشمانی خیس به او اجازه ترک این زندگی را می‌دهد. در نتیجه میا تصمیم می‌گیرد بمیرد تا در دنیای دیگر به خانواده‌اش بپیوندد.
داستان آزمون ورودی میا برای جولیارد را نشان می‌دهد. بعد از آشتی با آدام، دربارهٔ رفتن به جولیارد حرف می‌زنند و در نهایت از هم جدا می‌شوند تا هریک راه خود را برود.
کمی بعد، بنظر وضع میا بقدر کافی ثابت شده تا ملاقاتی داشته باشد. او می‌خواهد از زندگی دست بکشد که صدای موسیقی می‌شنود. آدام به دیدن او آمده و می‌گوید که در جولیارد پذیرفته شده‌است و اگر زنده بماند، هرکاری برایش می‌کند. میا تمام خاطرات خوبش را مرور می‌کند و بالاخره دست آدام را می‌فشارد و چشمانش را باز می‌کند.